# Гаосюнский метрополитен
Гаосюнский метрополитен (кит. 高雄大眾捷運系統) — система линий метрополитена в городе Гаосюн на Тайване.

## История
Открыт 9 марта 2008 года.
В настоящее время введены в эксплуатацию две линии — красная и оранжевая.

## Планы
В дальнейшем предполагается существенное расширение сети метрополитена, в которую будут включены также лёгкие железнодорожные линии и трамвайные линии. Сеть будет охватывать город Гаосюн и пригороды — вплоть до города Пиндун. На всех станциях установлены платформенные раздвижные двери.

## Оплата проезда
Оплата проезда зависит от расстояния. Билет представляет собой смарт-жетон синего цвета. Для входа на станцию его надо приложить к сенсору турникета, а для выхода — выбросить в отверстие для жетонов. Жетоны продаются в автоматических кассах. Также можно приобрести смарт-карты без ограничения количества поездок на один или сто дней и смарт-карты для ежедневных поездок, которые позволяют пользоваться метрополитеном, автобусом и паромом со скидкой. Существуют групповые билеты на десять человек, которые стоят дешевле обычных жетонов на 20 процентов. Смарт-карты и групповые билеты можно приобрести в информационном киоске на каждой станции.

## Линии
- Красная линия: 31.1 км, 24 станции.
- Оранжевая линия: 14.4 км, 14 станций.
- Кольцевая линия: 22.1 км, 14 станций.

## Галерея

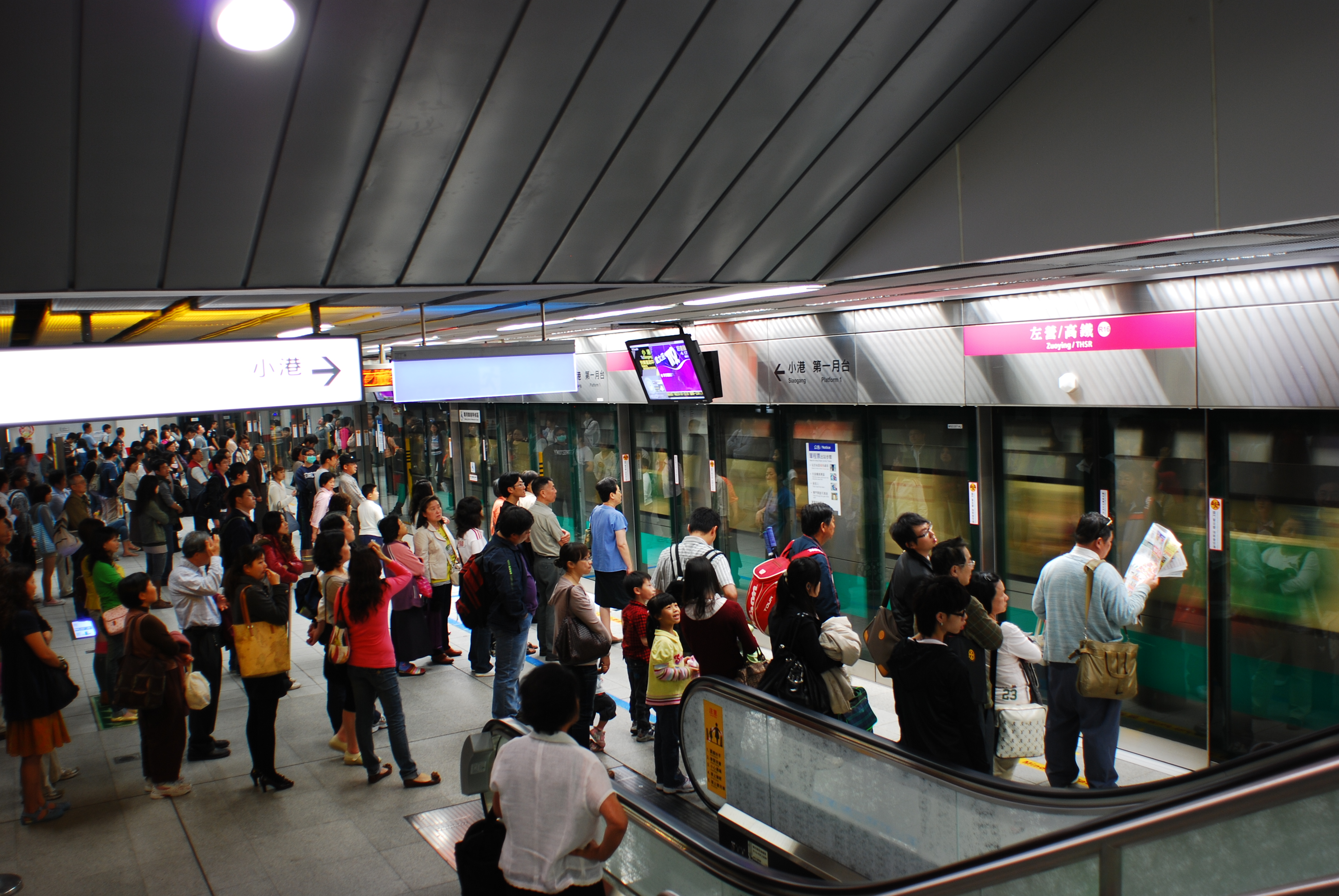
Станция Цзуоин[рунди].
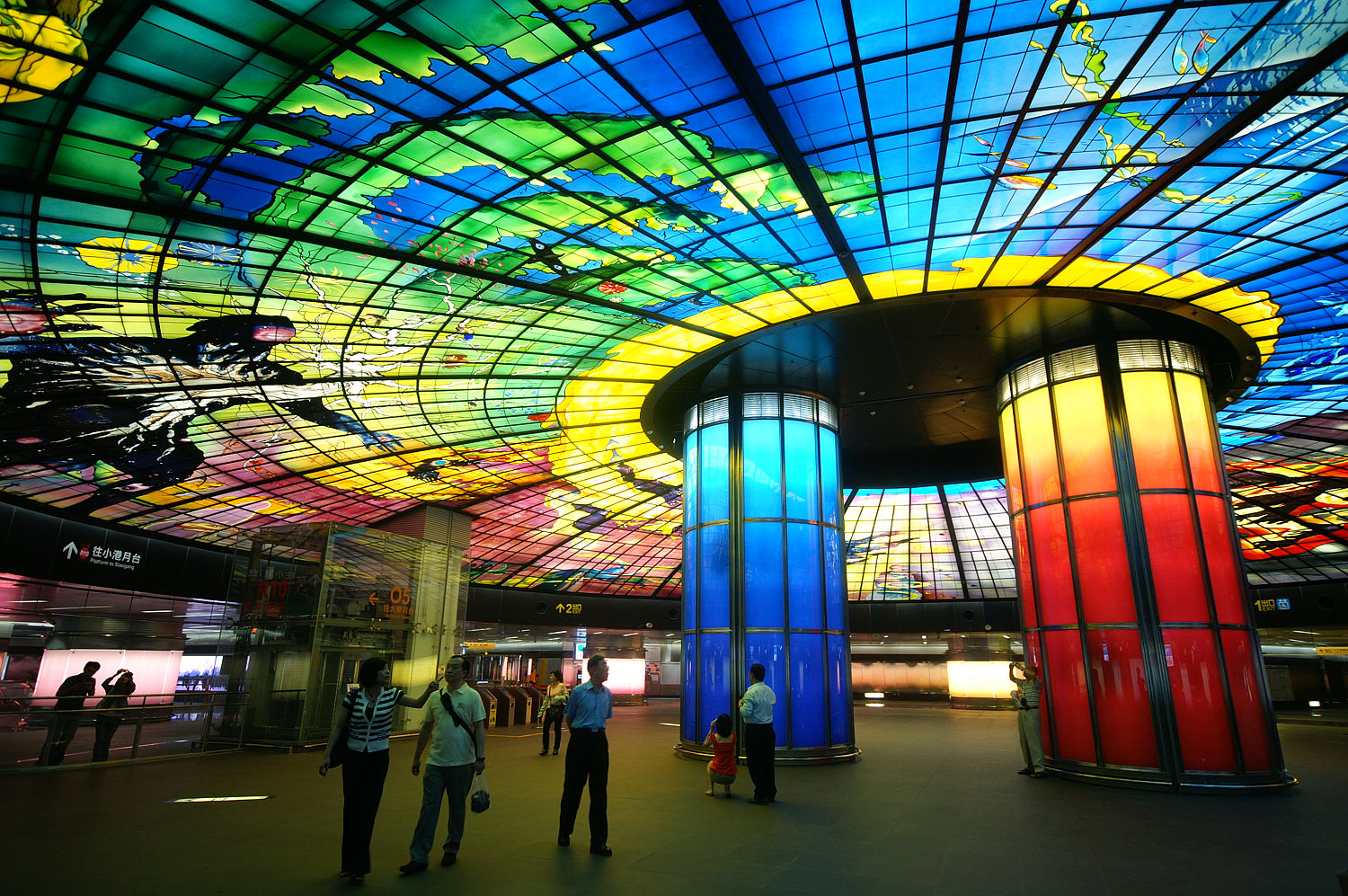
Купол Света на станции Бульвар Формоза[англ.]
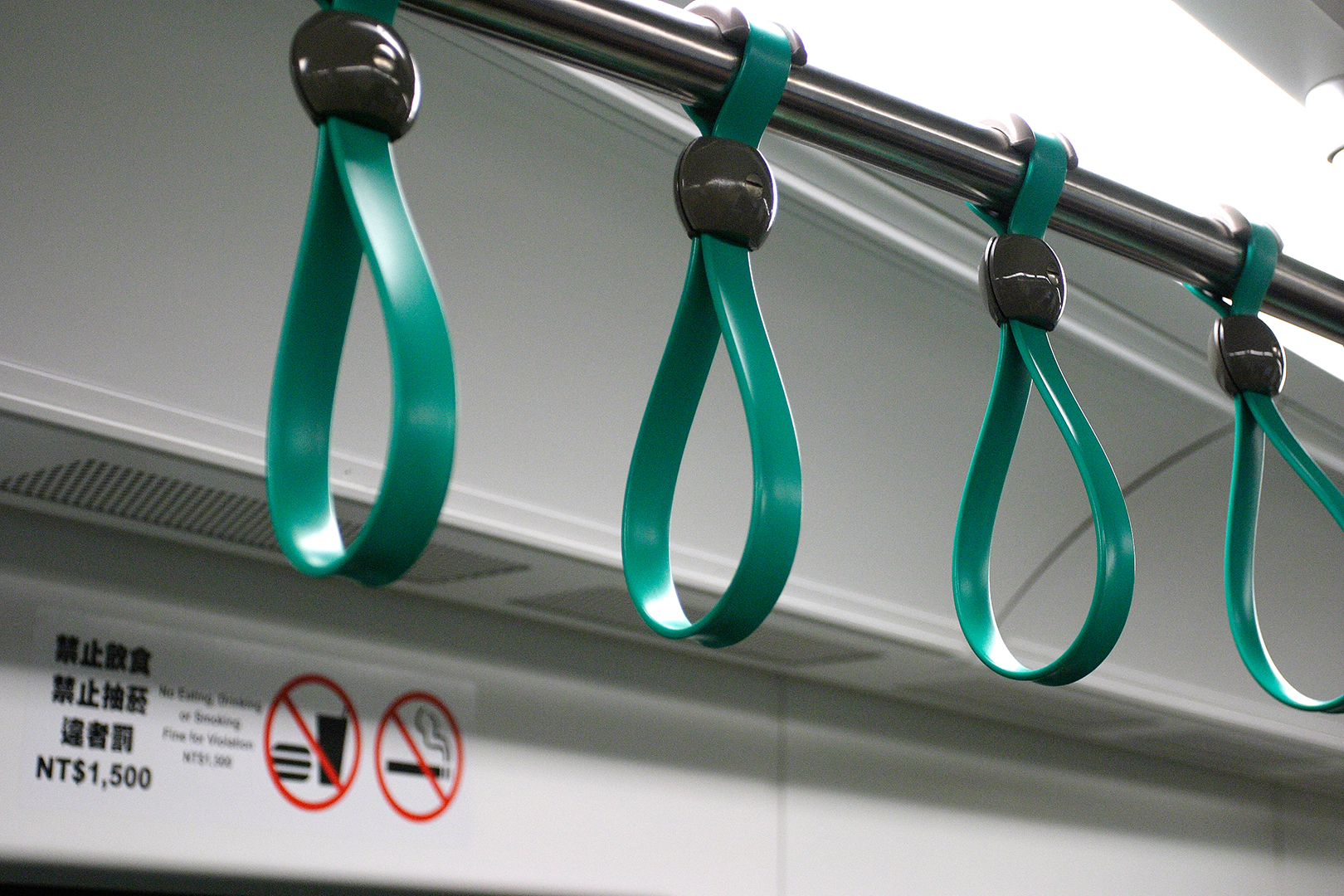
Поручни в вагоне.
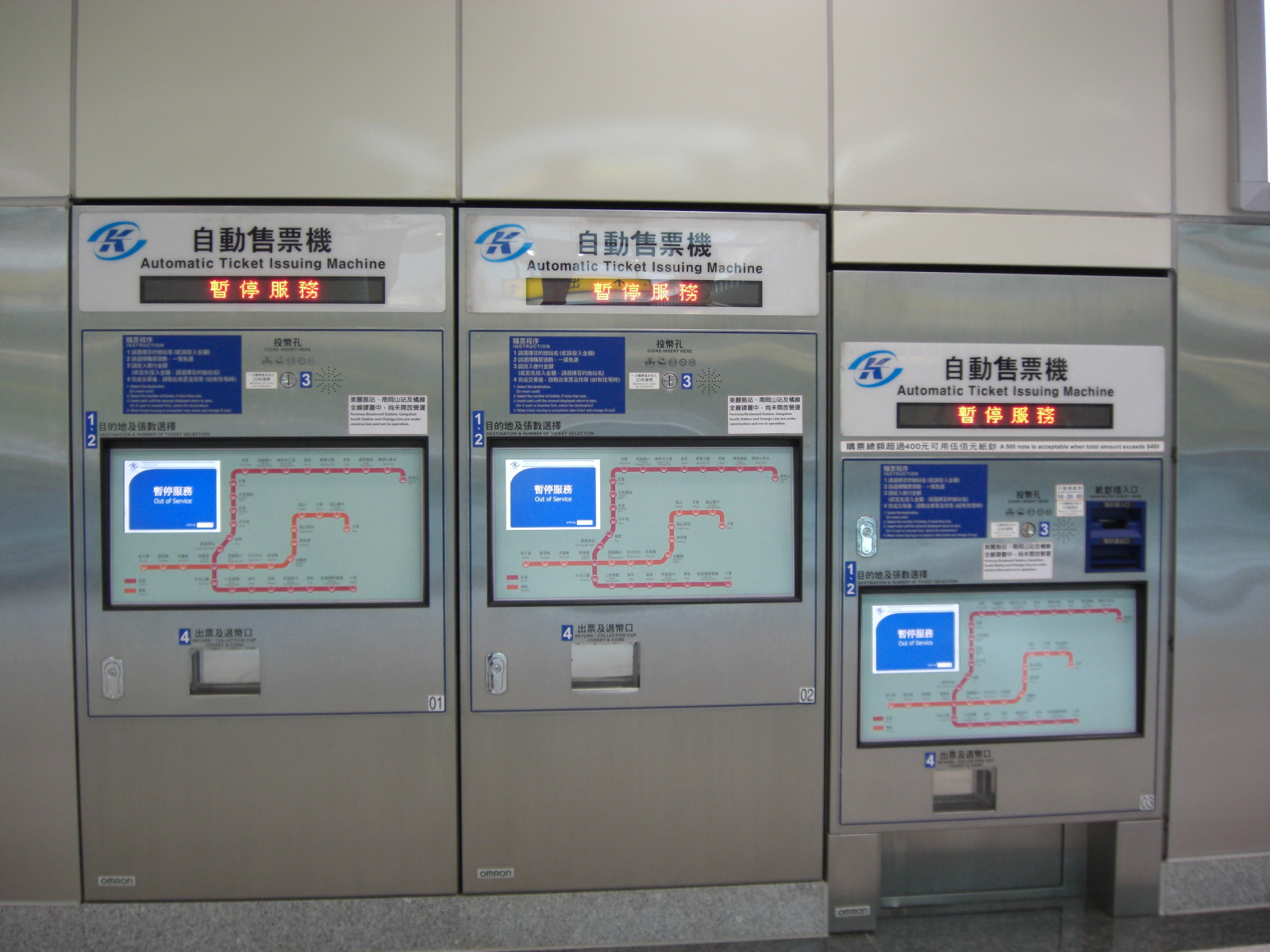
Автоматические кассы.
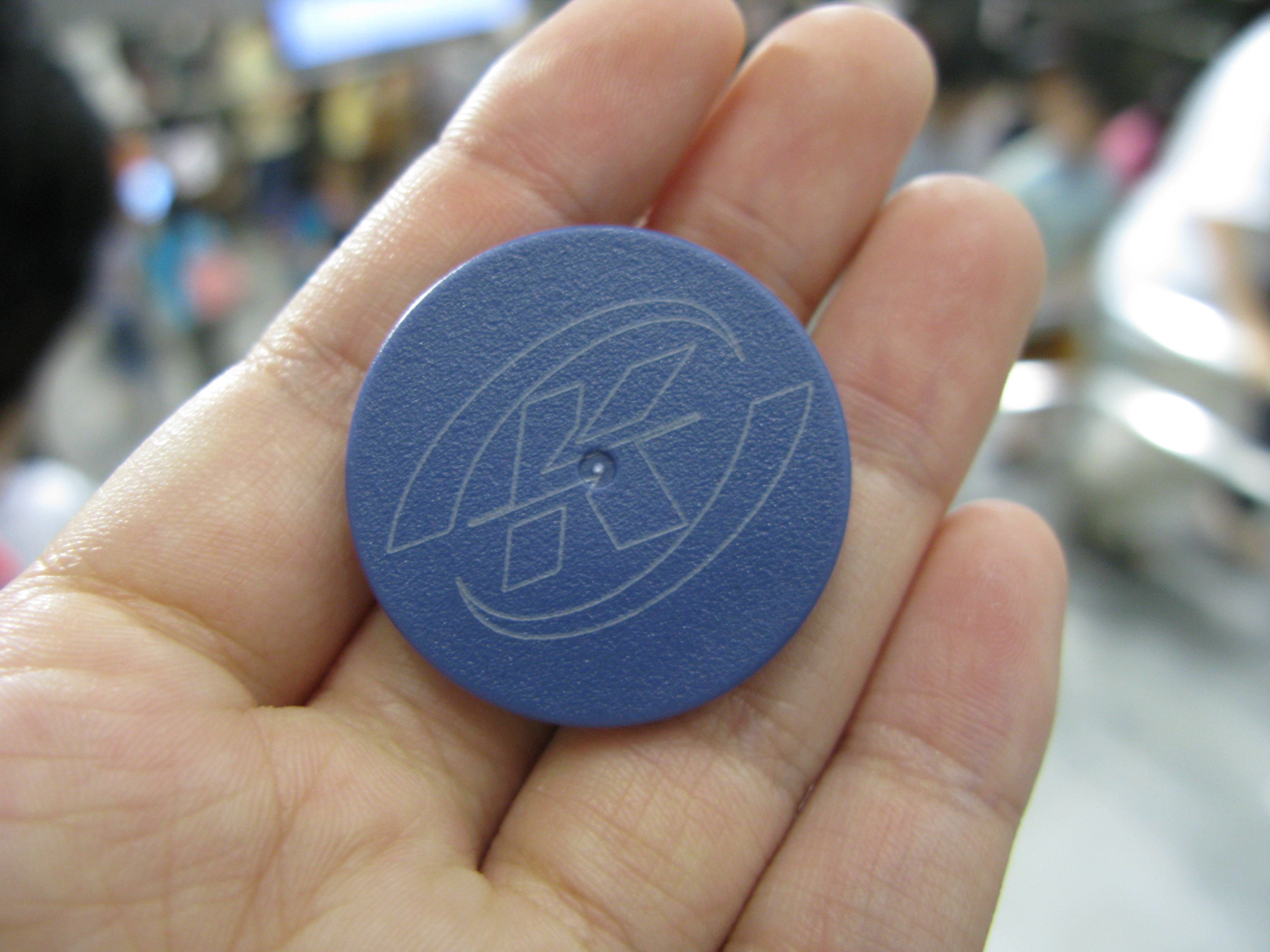
Смарт-жетон.